# Castelhanas
Castelhanas é uma localidade portuguesa situada entre Moita do Boi e Biqueiras, na freguesia do Louriçal, Município de Pombal, Distrito de Leiria, em Portugal.

## Significado do nome
Etimológico: Castelhanas é o feminino, plural de castelhanos: habitante de Castela; Língua Castelhana ou Espanhola.
Popular: O povo ouviu dizer que os Castelhanos estiveram naquela região, daí Castelhanas. Durante a invasão Francesa os moradores fugiram e os franceses colocaram os cavalos a comer milho dentro das arcas (ainda hoje existe uma arca onde os cavalos comeram). Nessa altura, só para ter uma ideia da crueldade dos franceses, abriram as pipas, deixaram correr o vinho e colocaram as crianças em cima de trempes e pegaram-lhes fogo.
Segundo uma lenda popular credível, os primeiros habitantes desta aldeia eram de origem Espanhola que era composto por apenas duas mulheres de origem Castelhana. Reza a lenda que as mesmas mulheres estavam construindo a sua própria habitação, em terra batida denominado taipa.
Num domingo de Páscoa o padre da freguesia do Louriçal, que ia tirar os folares à Mata Mourisca que na época ainda pertencia à freguesia do Louriçal (estrada de acesso à Mata Mourisca era pela ribeira das Castelhanas) essas duas senhoras que andavam a bater taipa, esconderam-se por detrás das paredes já construídas a fim de não serem vistas pelo padre.

## História
Em 1836 existiam naquela região 23 casas.[carece de fontes?]

## Personalidades
João Gil Miranda